# Бородавко, Павел Григорьевич
Павел Григорьевич Бородавко (Бородавка) (1908 — 1968) — советский военнослужащий, участник Великой Отечественной войны, полный кавалер ордена Славы, наводчик миномета; заместитель командира миномётного расчёта 740-го стрелкового полка 217-й стрелковой дивизии 48-й армии, красноармеец.

## Биография
Родился 10 января 1908 года в деревне Осташово Российской империи, ныне Чашникского района Витебской области Белоруссии в крестьянской семье. Белорус. Окончил 4 класса. Трудился в колхозе.
В Красной Армии с 1939 года. Участник советского вторжения в Западную Украину и Западную Белоруссию 1939 году и советско-финляндской войны 1939-40 годов.
На фронте в Великую Отечественную войну с июля 1941. Воевал с немецко-вражескими оккупантами во 2-м кавалерийском корпусе генерал-майора Доватора Л. М., в кавалерийских корпусах под командованием И. А. Плиева, затем в 217-й стрелковой дивизии. Участврвал в боях под Москвой, на Курской дуге, освобождения Белоруссии, Польши и боёв в Восточной Пруссии. Член ВКП/КПСС с 1944 года.
Наводчик миномёта 740-го стрелкового полка красноармеец Павел Бородавко в бою в районе города Рогачёва Гомельской области Белоруссии 24 июня 1944 года подавил два пулемёта.
30 июня 1944 года северо-западнее города Бобруйска Могилёвской области Белоруссии миномётчик Бородавко стрельбой с открытой огневой позиции способствовал продвижению вперед советских стрелковых подразделений.
Приказом по 217-й стрелковой дивизии № 091 от 19 июля 1944 года за мужество и отвагу проявленные в боях красноармеец Бородавко Павел Григорьевич награждён орденом Славы 3-й степени.
Заместитель командира миномётного расчёта 740-го стрелкового полка красноармеец Павел Бородавко 12 октября 1944 года в районе населённого пункта Двур, расположенного в шести километрах юго-восточнее польского города Макув-Мазовецки, подавив противотанковую пушку неприятеля, обеспечил успешные действия своего подразделения.
Приказом по 48-й армии № 595 от 27 октября 1944 года за мужество и отвагу проявленные в боях красноармеец Бородавко Павел Григорьевич награждён орденом Славы 2-й степени.
21 января 1945 года заместитель командира миномётного расчёта 740-го стрелкового полка красноармеец Павел Бородавко в бою у населённого пункта Боллайнен, расположенного в двенадцати километрах севернее города Найденбург, польский город Нидзица, прицельным огнём из миномета подавил три пулемета, истребил свыше десяти противников.
Указом Президиума Верховного Совета СССР от 24 марта 1945 года за образцовое выполнение заданий командования в боях с немецко-вражескими захватчиками красноармеец Бородавко Павел Григорьевич награждён орденом Славы 1-й степени, став полным кавалером ордена Славы.
В 1945 году старшина Бородавко П. Г. демобилизован. Вернулся в родную деревню. Был полеводом в совхозе «Чашники» Витебской области Белоруссии. Скончался 19 июня 1968 года.
Награждён орденами Славы 1-й, 2-й и 3-й степени, медалями, в том числе медалью «За отвагу».